# Lista de membros da Royal Society eleitos em 1797
Esta é uma lista de membros da Royal Society eleitos em 1797.

## Fellows
1. George Aust (morreu ca. 1829), subsecretário de Estado dos Negócios Estrangeiros[2]
2. William Battine (1765-1836), barrister[3]
3. Henry Browne (ca. 1754–1830), barrister[3]
4. James Brodie(1744–1824), MP[4]
5. Robert Capper (1767–1851), barrister[5]
6. Robert Clifford (1767-1817)[6]
7. William Cumberland Cruikshank (1745–1800), cirurgião[7]
8. Stephen Eaton (morreu em 1806), Arquidiácono de Middlesex[8]
9. George Ellis (1753–1815), MP, poeta, dramaturgo[9]
10. Samuel Ferris (morreu em 1831), médico[10]
11. Charles Freeman (morreu em 1823), Serviço Civil Indiano[11]
12. Sir Andrew Hamond, 1st Baronet (1738–1828), Controller of the Navy (Royal Navy)[12]
13. Charles Hatchett (1765–1847), químico e mineralogista[13]
14. John Heaviside (1748–1828), cirurgião[14]
15. Robert Holmes, (1748–1805), Dean of Winchester[15]
16. Daniel Lysons (1762–1834), clérigo[16]
17. Samuel Lysons (1763–1819), barrister[17]
18. Bartholomew Parr (1750–1810), médico[18]
19. Edward St Maur, 11th Duke of Somerset (1775–1855)[19]
20. John Spalding (morreu em 1815), MP[20]
21. Sir John St Aubyn, 5th Baronet (1758–1839), MP[21]
22. Isaac Titsingh (morreu em 1812), comerciante holandês[22]
23. John Towneley (morreu em 1814), administrador do Museu Britânico[23]
24. George Whitmore (morreu em 1805)[24]
25. George Wyndham, 3rd Earl of Egremont (1751–1837)[25]
26. Guilherme Frederico, Duque de Gloucester e Edimburgo (1776–1834), Royal Member
27. Frederico I de Württemberg (1754–1816), Honorary Member